# Geomys attwateri
Geomys attwateri és una espècie de mamífer rosegador de la família dels geòmids. És endèmic de la conca del riu Brazos, a Texas (Estats Units). Es tracta d'una espècie excavadora que s'alimenta principalment d'herba i fòrbies. El seu hàbitat natural són els sòls sorrencs de tussock i fòrbies anuals, a més dels sòls argilosos i llimosos o els entorns dominats per plantes anuals. És una espècie en risc mínim, és a dir, no sembla que hi hagi cap amenaça significativa per a la seva supervivència.
Fou anomenat en honor del naturalista britànic Henry Philemon Attwater.

## Taxonomia
Fou considerada una subespècie del gòfer petit per Hall i Patton, encara que Tucker i Schmidly, i Block i Zimmerman la van considerar una espècie diferent. Burt i Dowler van revisar les proves de l'estatus d'espècie i Jolley et al. van documentar una relació filogenètica amb G. personatus, no pas amb el gòfer petit.
Se n'han descrit dues subespècies:
- G. a. ammophilus (Davis, 1940)
- G. a. attwateri (Merriam, 1895)